# Маршалл, Тэргуд
Тэргуд Маршалл (англ. Thurgood Marshall; 2 июля 1908, Балтимор, Мэриленд, США — 24 января 1993, Бетесда, там же) — американский юрист, судья Верховного суда США с 30 августа 1967 года по 1 октября 1991 года. Стал первым афроамериканцем на этой должности.

## Биография

### Молодые годы
Тэргуд Маршалл родился 2 июля 1908 года в Балтиморе, штат Мэриленд. Отец — Уильям Кэнфилд Маршалл, работал проводником на железной дороге и стюардом в загородном клубе только для белых, а мать — Норма Уильямс Маршалл — была учительницей в начальной школе. Дед Тэргуда был рабом, а один из прадедов обращён в рабство будучи уроженцем территории современной Демократической Республики Конго. Примечательно, что родители назвали его в честь прадеда — Тороугудом, но сам он впоследствии сократил своё имя до Тэргуда.
В 1921 году поступил в Среднюю подготовительную школу для цветных в Балтиморе, которая в 1923 году была переименована в честь Фредерика Дугласа. Учился в классе наравне с лучшими учениками, был членом студенческого совета и команды по дебатам. Окончил школу в 1925 году со средним уровнем оценок B, став третьим по успеваемости в своём выпускном классе. В том же году Тэргуд вместе со старшим братом Уильямом Обри поступил в университет Линкольна, исторически чёрное высшее учебное заведение в округе Честер, штат Пенсильвания. Их мать Норма настояла на том, чтобы Уильям стал врачом, а Тэргуд — дантистом, считая, что семья не должна ни в чём нуждаться. Сам же Маршалл хотел избрать юридическую карьеру. Такое желание сложилось у него благодаря отцу: Маршалл-старший любил принимать участие в судебных разбирательствах, обсуждать рассматривающиеся дела со своей семьей прямо за обеденным столом, возить сыновей в полицейский участок для наблюдения за допросами и следствием, а также заставлял их каждый день читать газеты. Именно отец привил Тэргуду уважение к конституции США и верховенству права. Позднее он рассказывал: «Мой отец никогда не говорил мне стать адвокатом. Но именно он и сделал меня таким, научив меня приводить аргументы, доказывать каждое сделанное мной заявление и бросать вызов моей логике».
Вначале Маршалл не очень серьёзно относился к учёбе, пропадал за игрой в карты, чтением комиксов и просмотром ковбойских фильмов, дважды был отстранён от занятий за хейзинг и студенческие розыгрыши, но после женитьбы в 1929 году под влиянием жены взялся за ум. Был «звездой» студенческой команды по дебатам, стал членом братства «Alpha Phi Alpha», первой национальной студенческой организации для афроамериканцев, а также членом «Масонства Принса Холла» и «Совершенного Благодетельного и Покровительственного Ордена Лосей Мира», как и большинство студентов-афроамериканцев. Поначалу, не заботясь о социальном или политическом эффекте своих действий, а только ради веселья и солидарности принял участие в протесте против интеграции афроамериканских профессоров в белые учебные классы. В числе его одноклассников по достаточно космополитичному Линкольну были Лэнгстон Хьюз, Кэб Кэллоуэй, Кваме Нкрума, Ннамди Азикиве. Хьюз называл Маршалла того времени «грубым и резким, развязным и заблуждающимся, естественным и неотёсанным», описав его как «самого крикливого человека в общежитии». Впоследствии Маршалл заинтересовался расовыми проблемами, читал «Души чёрного народа» У. Э. Б. Дюбуа и его статьи в журнале Национальной ассоциации содействия прогрессу цветного населения (NAACP) «The Crisis», и даже принял участие в акциях протеста против сегрегации у местного кинотеатра. В 1930 году окончил университет Линкольна с отличием и со степень бакалавра гуманитарных наук, главным образом в области американской литературы и философии.
После этого Маршалл вернулся в Балтимор, поближе к родителям, и хотел поступить в школу права университета Мэриленда, однако не был зачислен туда из-за политики сегрегации. Копя деньги на учёбу, он некоторое время работал страховым агентом и официантом в клубе на Гибсон-Айленде. После этого Маршалл поступил в школу права Говардского университета, исторически чёрного учебного заведения. Мать настолько поверила в его юридическое будущее, что заложила свои помолвочные и обручальные кольца для того, чтобы заплатить за учёбу. Чтобы сэкономить деньги Маршалл жил с женой вместе с родителями и каждый день ездил на учёбу до Вашингтона на поезде. В Говарде он более тщательно подошёл к учёбе, зачитывался книгами о праве, работал ассистентом в юридической библиотеке университета. В тот период его взгляды претерпели значительные изменения под влиянием декана Чарльза Гамильтона Хьюстона, делавшего из своих учеников активистов гражданских прав и борцов за демонтаж системы сегрегации по принципу: «если адвокат не является социальным инженером, то он паразитирует на обществе». В их число, помимо Маршалла, вошёл и Оливер Хилл. В 1933 году Маршалл окончил университет первым в своём классе с большим почётом и со степенью бакалавра права.

### Юридическая карьера

#### Начало
После получения образования, в 1933 году Маршалл в возрасте 23 лет занялся частной юридической практикой, арендовав небольшой офис в Балтиморе. Первыми клиентами стали бедные афроамериканцы, с которых он в иной раз не брал никакой платы, ввиду чего постоянно нуждался в деньгах, но в то же время стал известен как «адвокат маленького человека». В 1934 году начал работать адвокатом в балтиморском отделении NAACP. В 1936 году Хьюстон ушёл с работы в Говардском университете и стал первым специальным юрисконсультом NAACP, возглавив Комитет правовой защиты в офисе организации в Нью-Йорке, куда пригласил многих преданных делу адвокатов, в том числе и Маршалла, ставшего ассистентом юрисконсульта. Так началась 25-летняя работа Маршалла в NAACP. За это время он принял участие в разбирательстве 32 дел о гражданских правах в Верховном суде, выиграв 29 из них.
В 1936 году Маршалл получил своё первое крупное дело «Мюррей против Пирсона» о сегрегации в школе права Университета Мэриленда, куда ему самому не дали поступить несколькими годами ранее. В данном деле он представлял Дональда Гейнса Мюррея, чернокожего выпускника Амхерстского колледжа с отличием, которому было отказано в поступлении в школу права университета Мэриленда в соответствии с политикой сегрегации. В то время афроамериканцы, желающие изучать право в Мэриленде, согласно законам штата должны были поступать в отдельные образовательные учреждения для чёрных, такие как колледж Моргана или академия Принцессы Анны, или в школы права за пределами штата на предоставляемые штатом субсидии. Маршалл утверждал, что политика сегрегации в Мэриленде нарушила доктрину «разделённые, но равные», закреплённую делом «Плесси против Фергюсона», поскольку штат не предоставил одинаковые возможности для обучения как чёрным, так и белым. Такая позиция была принята Хьюстоном на основании стратегии Натана Марголда, заключающейся в том, чтобы путём подачи исков от налогоплательщиков в Верховный суд обязать штаты улучшить условия обучения чернокожих до условий белых студентов во имя исполнения закона штата о равенстве расходов, либо «смело оспаривать конституционную обоснованность сегрегации, если и когда она сопровождается неоправданной дискриминацией» в том случае, если такого закона в штате нет. В конце концов, Апелляционный суд Мэриленда вынес решение против штата Мэриленд и его генерального прокурора, представлявшего Мэрилендский университет, отметив, что «следование Конституции не может быть отсрочено по желанию штата. Какая бы система не применялась в юридическом образовании, равенство в его получении должно обеспечиваться непременно». В итоге, осенью того же года Мюррей поступил в школу права своего родного штата.

## Награды
- Медаль Спингарна от Национальной ассоциации содействия прогрессу цветного населения (1946)[50].
- Медаль Свободы премии «Четыре свободы»[англ.] от Института Рузвельта[англ.] (1991)[51].
- Премия Джефферсона за общественную службу[англ.] от Американского института общественной службы (1992)[52].
- Филадельфийская медаль Свободы от Национального центра конституции[англ.] (1992)[53].
- Президентская медаль Свободы по решению президента США Билла Клинтона (1993, посмертно)[54].